# Марсело Філіппіні
Марсело Філіппіні (ісп. Marcelo Filippini; нар. 4 серпня 1967) — колишній уругвайський тенісист.
Найвищу одиночну позицію світового рейтингу — 30 місце досяг 6 серпня 1990, парну — 34 місце — 31 липня 1989 року.
Здобув 5 одиночних та 3 парні титули.
Найвищим досягненням на турнірах Великого шолома був чвертьфінал в одиночному розряді.
Завершив кар'єру 2000 року.

## Фінали за кар'єру

### Одиночний розряд: 10 (5–5)
| Легенда                  |
| Великий шлем (0–0)       |
| Tennis Masters Cup (0–0) |
| Серія Мастерс ATP (0–0)  |
| Тур ATP (5–5)            |

| Результат | W/L  | Дата     | Турнір                 | Draw | Покриття | Суперник             | Рахунок            |
| --------- | ---- | -------- | ---------------------- | ---- | -------- | -------------------- | ------------------ |
| Перемога  | 1–0  | Лип 1988 | Swedish Open, Швеція   | 48   | Ґрунт    | Франческо Канчелотті | 2–6, 6–4, 6–4      |
| Поразка   | 1–1  | Вер 1988 | Барі, Італія           | 32   | Ґрунт    | Томас Мустер         | 6–2, 1–6, 5–7      |
| Перемога  | 2–1  | Сер 1989 | Прага, Чехословаччина  | 32   | Ґрунт    | Горст Скофф          | 7–5, 7–6(7–4)      |
| Поразка   | 2–2. | Лис 1990 | Ітапарика, Бразилія    | 32   | Тверде   | Матс Віландер        | 1–6, 2–6           |
| Поразка   | 2–3  | Тра 1991 | Мадрид, Іспанія        | 32   | Ґрунт    | Хорді Арресе         | 2–6, 4–6           |
| Перемога  | 3–3  | Чер 1994 | Флоренція, Італія      | 32   | Ґрунт    | Річард Фромберг      | 3–6, 6–3, 6–3      |
| Поразка   | 3–4  | Тра 1995 | Болонья, Італія        | 32   | Ґрунт    | Марсело Ріос         | 2–6, 4–6           |
| Поразка   | 3–5  | Кві 1996 | Бермудські Острови     | 32   | Ґрунт    | Малівай Вашінгтон    | 7–6(8–6), 4–6, 5–7 |
| Перемога  | 4–5  | Тра 1997 | Атланта, США           | 32   | Ґрунт    | Джейсон Столтенберг  | 7–6(7–2), 6–4      |
| Перемога  | 5–5  | Тра 1997 | Санкт-Пельтен, Австрія | 32   | Ґрунт    | Патрік Рафтер        | 7–6(7–2), 6–2      |

### Парний розряд: 5 (3–2)
| Легенда                  |
| Великий шлем (0–0)       |
| Tennis Masters Cup (0–0) |
| Серія Мастерс ATP (0–0)  |
| Тур ATP (3–2)            |

| Результат | W/L | Дата     | Турнір              | Draw | Покриття | Партнер         | Суперники                           | Рахунок       |
| --------- | --- | -------- | ------------------- | ---- | -------- | --------------- | ----------------------------------- | ------------- |
| Перемога  | 1–0 | Жов 1988 | Палермо, Італія     | 32   | Ґрунт    | Карлос Ді Лаура | Альберто Манчіні Крістіан Мініуссі  | 6–2, 6–0      |
| Поразка   | 1–1 | Кві 1990 | Ніцца, Франція      | 16   | Ґрунт    | Горст Скофф     | Альберто Манчіні Яннік Ноа          | 4–6, 6–7      |
| Перемога  | 2–1 | Чер 1992 | Флоренція, Італія   | 32   | Ґрунт    | Луїс Маттар     | Ройсе Деппе Брент Гейгарт           | 6–4, 6–7, 6–4 |
| Поразка   | 2–2 | Лис 1992 | Афіни, Греція       | 16   | Ґрунт    | Марк Куверманс  | Томас Карбонелл Франсіско Ройг      | 3–6, 4–6      |
| Перемога  | 3–2 | Лис 1994 | Монтевідео, Уругвай | 16   | Ґрунт    | Луїс Маттар     | Серхіо Касаль Еміліо Санчес Вікаріо | 7–6, 6–4      |